# Echinodon
Echinodon é um gênero de dinossauro da família Heterodontosauridae que viveu durante o início do Cretáceo no sul da Inglaterra e possivelmente no oeste da França, na época Berriasiana. Os primeiros espécimes foram ossos de mandíbula denominados Echinodon becklesii por Sir Richard Owen em 1861 e, desde sua descrição original, apenas outros dentes foram descobertos. O nome específico homenageia o colecionador Samuel Beckles [en], que descobriu o material de Echinodon e muitos outros táxons em toda a Inglaterra, enquanto o nome do gênero é traduzido como “dente espinhoso”, em referência à anatomia dentária do táxon.
Originalmente, o Echinodon era considerado um tipo de lagarto herbívoro, embora isso tenha sido rapidamente revisado para um ornitísquio intermediário. Ele foi incluído no clado Stegosauria com base na anatomia dentária geral e na armadura incorretamente referida, que mais tarde foi identificada como sendo de uma tartaruga. O Echinodon foi então incluído na família Fabrosauridae dos primeiros ornitísquios, que mais tarde foi identificada como um grupo artificial com o Echinodon reatribuído à Heterodontosauridae. Embora a família tenha sido originalmente considerada a mais próxima dos ornitópodes mais derivados, ela acabou sendo reidentificada como o grupo mais basal de ornitísquios, tornando o Echinodon um táxon descendente de muitos gêneros do Jurássico Inferior, com uma linhagem fantasma de 50 milhões de anos de evolução não preservada.
Todos os espécimes de Echinodon foram encontrados no Grupo Purbeck [en] de Dorset, que tem sido considerado, de forma variável, como sendo do Jurássico mais recente ou do Cretáceo mais antigo. Os estudos atuais aceitam uma idade Berriasiana do início do Cretáceo, o que faz do Echinodon o menor e mais jovem dinossauro da família Heterodontosauridae. Outros dinossauros com os quais viveu incluem o ornitópode Owenodon [en]  e o terópode Nuthetes, ambos também fragmentados. Uma abundância de pequenos mamíferos também viveu ao lado do Echinodon, e os sedimentos mostram que o Grupo Purbeck era um ambiente lagunar variável, inicialmente semelhante ao Mar Mediterrâneo moderno, mas que se tornou mais úmido com o tempo.

## História da descoberta

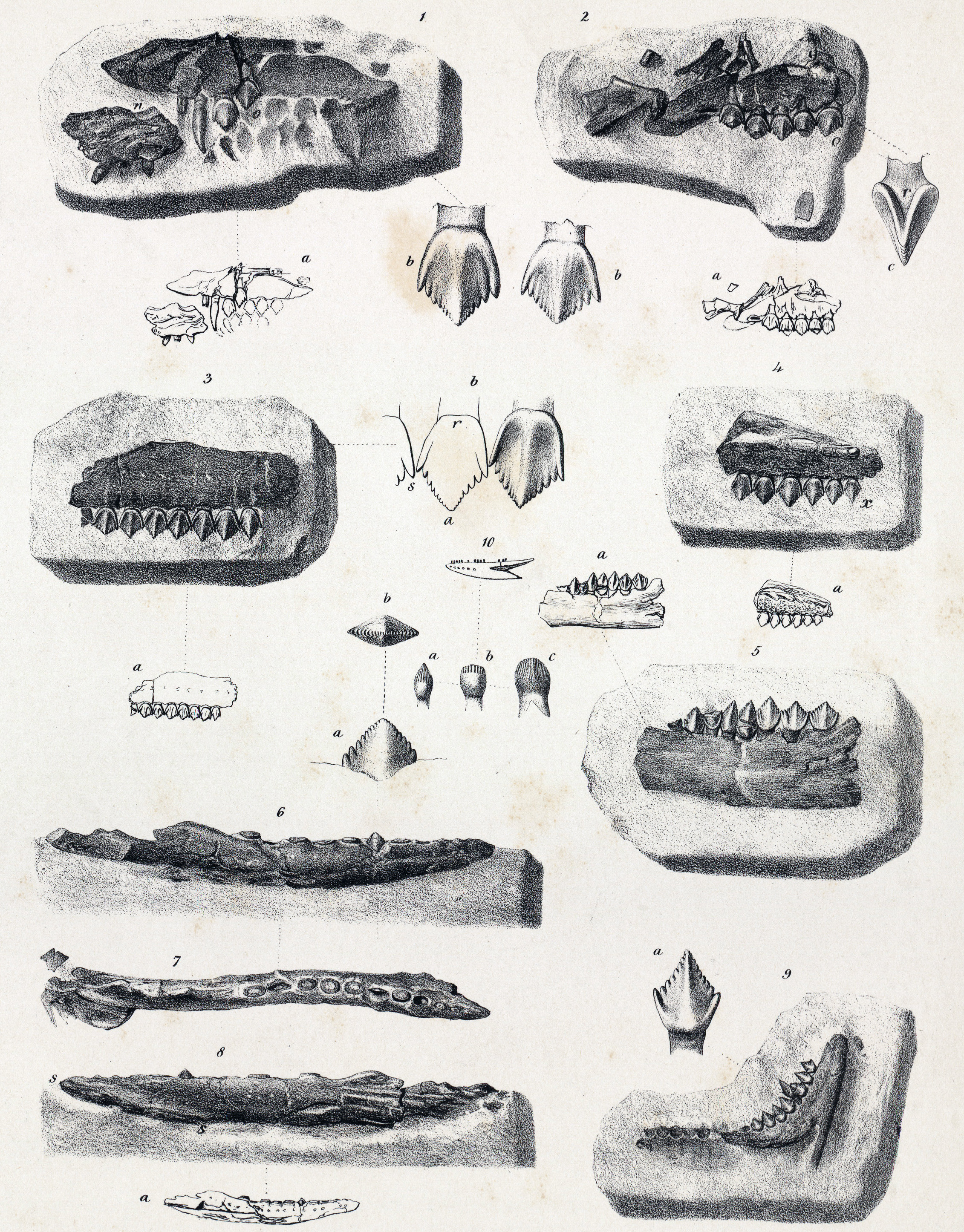
Fragmentos de dentes e mandíbulas referidos ao Echinodon, NHMUK 48209 a 48215.

Vários espécimes de ossos da mandíbula foram descobertos por Samuel Beckles no alto de um penhasco na Baía de Durlston [en], na Ilha de Purbeck [en], no sul da Inglaterra. Esses fósseis, incluindo muitos dentes, bem como ossos maxilares e dentários das mandíbulas superior e inferior, foram encontrados ao lado de conchas e fósseis de plantas no Grupo Purbeck. Eles foram descritos pela primeira vez em uma monografia publicada em 1861, escrita por Sir Richard Owen, um paleontólogo britânico que também descreveu fósseis de Iguanodon e Megalosaurus. Owen deu o nome de Echinodon becklesii para os fósseis, que ele considerava parte do clado de lagartos Lacertilia. Enquanto o nome específico homenageava Beckles pela descoberta dos fósseis e por permitir que Owen estudasse sua coleção de fósseis de Purbeck, o nome genérico era derivado do grego antigo εχινος, “ouriço”, e ὀδών, “dente”, que Owen combinou como “dente espinhoso” para descrever a anatomia das serrilhas ao longo das laterais dos dentes. Owen havia se correspondido com o paleontólogo britânico Hugh Falconer, que havia sugerido o nome “Sauraechinodon”, mas como a forma abreviada Echinodon não era muito procurada, Owen optou por usar a forma abreviada como nome de seu novo animal. Falconer emitiu uma correção em 1861, especificando que ele havia proposto o nome “Sauraechmodon” em vez de “Sauraechinodon”.
Embora originalmente descrito como um lagarto por Owen, ele revisou sua classificação em 1874 para agrupar o Echinodon com o Scelidosaurus e o Iguanodon em um clado que ele chamou de Ornithischia, que estava dentro do clado maior Dinosauria. Em 1888, o paleontólogo britânico Richard Lydekker seguiu a classificação anterior do Echinodon como um dinossauro com base na anatomia de seus dentes, descrevendo-os como semelhantes ao Scelidosaurus, embora não os referindo a um clado mais específico do que o Dinosauria indeterminado. A série de espécimes designados como tipos por Owen foi adquirida pelo Museu de História Natural de Londres (BMNH, agora NHMUK) em 1876 e faz parte da Coleção Beckles, com os números de espécimes NHMUK 48209 a 48215. Lydekker também especificou que o Echinodon foi encontrado nos leitos de Middle Purbeck, uma unidade informal do moderno Grupo Purbeck, o nome formal dos históricos leitos de Purbeck. O paleontólogo britânico Peter Galton reduziu ainda mais a localidade de deposição do Echinodon em 1978 para a “Dirt Bed” de água doce, também conhecida como “Mammal Pit”, que foi escavada por Beckles em 1857. No entanto, não existem evidências que vinculem o Echinodon a qualquer leito específico na Formação Lulworth [en] do Grupo Purbeck. Galton também referiu o espécime NHMUK 48229 ao Echinodon, um dentário fragmentário com dentes, e as únicas referências adicionais ao gênero incluem dentes isolados também dos leitos de Purbeck.

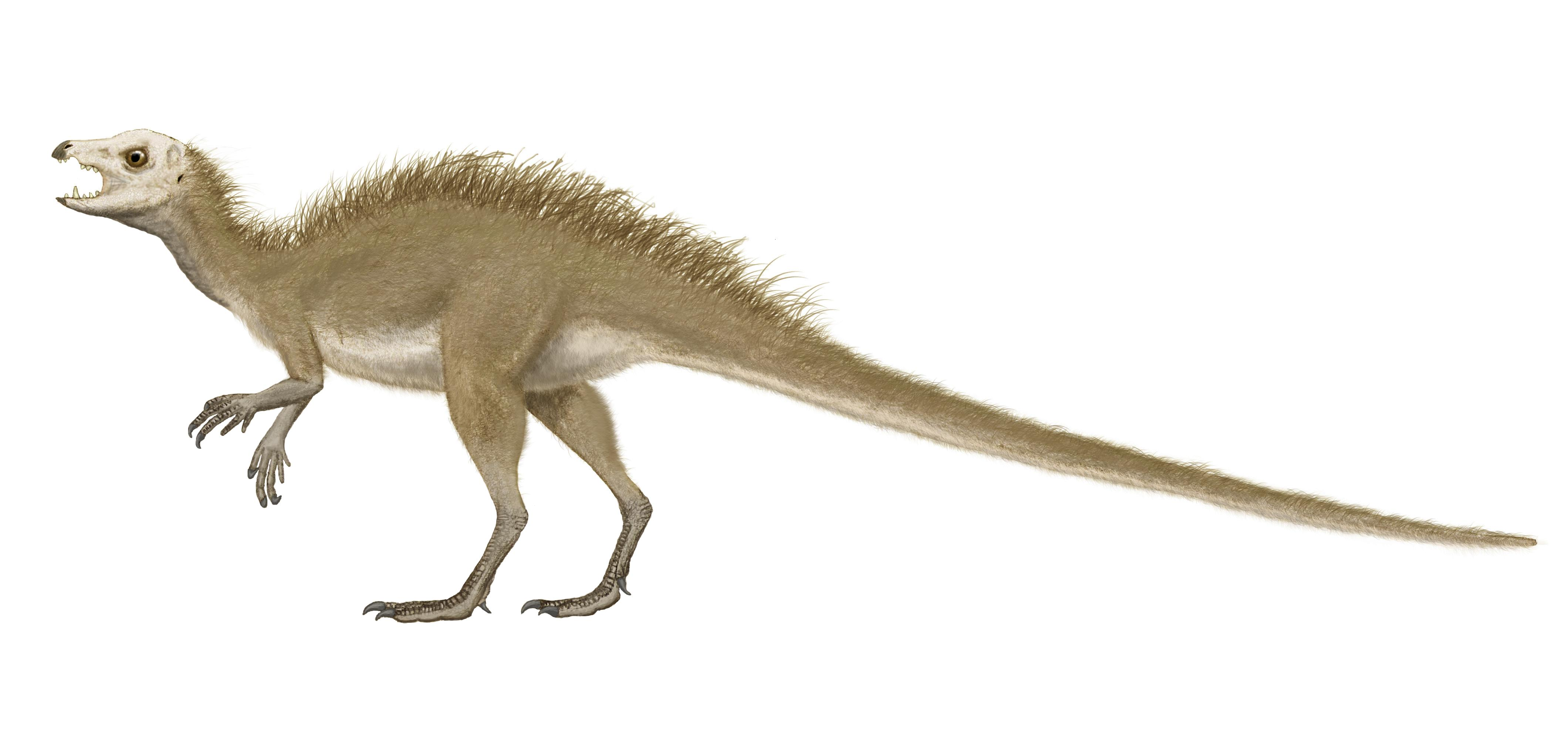
Restauração da vida do Fruitadens, originalmente Echinodon sp.

No final da década de 1970 e início da década de 1980, escavações do Museu de História Natural do Condado de Los Angeles descobriram muitos fósseis ornitísquios pequenos na Área Paleontológica de Fruita, no Colorado. Esses restos, coletados de arenitos na base do Membro da Bacia Brushy da Formação Morrison, tinham aproximadamente 150,2 a 150,3 milhões de anos e foram inicialmente descritos como restos de fabrossauros intermediários pelo colecionador George Calliston em 1984. Três anos mais tarde, Calliston revisou sua descrição e referiu o material, incluindo ossos da mandíbula, vértebras e a maior parte do membro posterior, ao Echinodon sp., uma atribuição apoiada por Galton em 2002, embora em 2006 ele tenha reconsiderado o material e notado diferenças na anatomia do dente do Echinodon propriamente dito. Em 2009, esses fósseis receberam seu próprio gênero, Fruitadens haagarorum, um táxon relacionado, mas distinto do Echinodon.
Em 2021, dois dentes pré-maxilares que foram atribuídos ao Echinodon foram relatados no leito ósseo de Angeac-Charente [en], na França, que é coevo com os depósitos de Purbeck.

## Descrição

Comparação de tamanhos.

O material conhecido do Echinodon limita-se aos ossos do crânio, mas os vários espécimes incluem pelo menos parte da pré-maxila, maxila, lacrimal, jugal, palatino, ectopterigóide e dentário, além da maioria dos dentes das mandíbulas superior e inferior. Com base nas proporções do gênero Heterodontosaurus relacionado, o crânio do Echinodon teria 62 mm de comprimento, o que é comparável ao do Tianyulong, com 66 mm, mas menor do que o dos adultos do Fruitadens, com 75 mm de comprimento, tornando o Echinodon o menor membro do clado Heterodontosauridae presumivelmente adulto e um dos menores dinossauros não aviários.
O corpo principal de ambas as pré-maxilas está preservado no espécime lectótipo do Echinodon, embora fraturado e esmagado. Um forame pré-maxilar está presente próximo à margem anterior do osso individual, e a fossa na qual ele está aninhado é mais semelhante em forma ao Heterodontosaurus do que ao Hypsilophodon mais derivado. A superfície da frente do osso ao longo da fileira de dentes é texturizada e não tem dentes, o que distingue o osso do Lesothosaurus, que tem dentes em todo o seu comprimento. A pré-maxila apresentava apenas três dentes, sem dentículos (serrilhas) presentes na maioria dos ornitísquios basais, embora todos os dentes sejam de tamanho subigual, sendo o terceiro o maior.

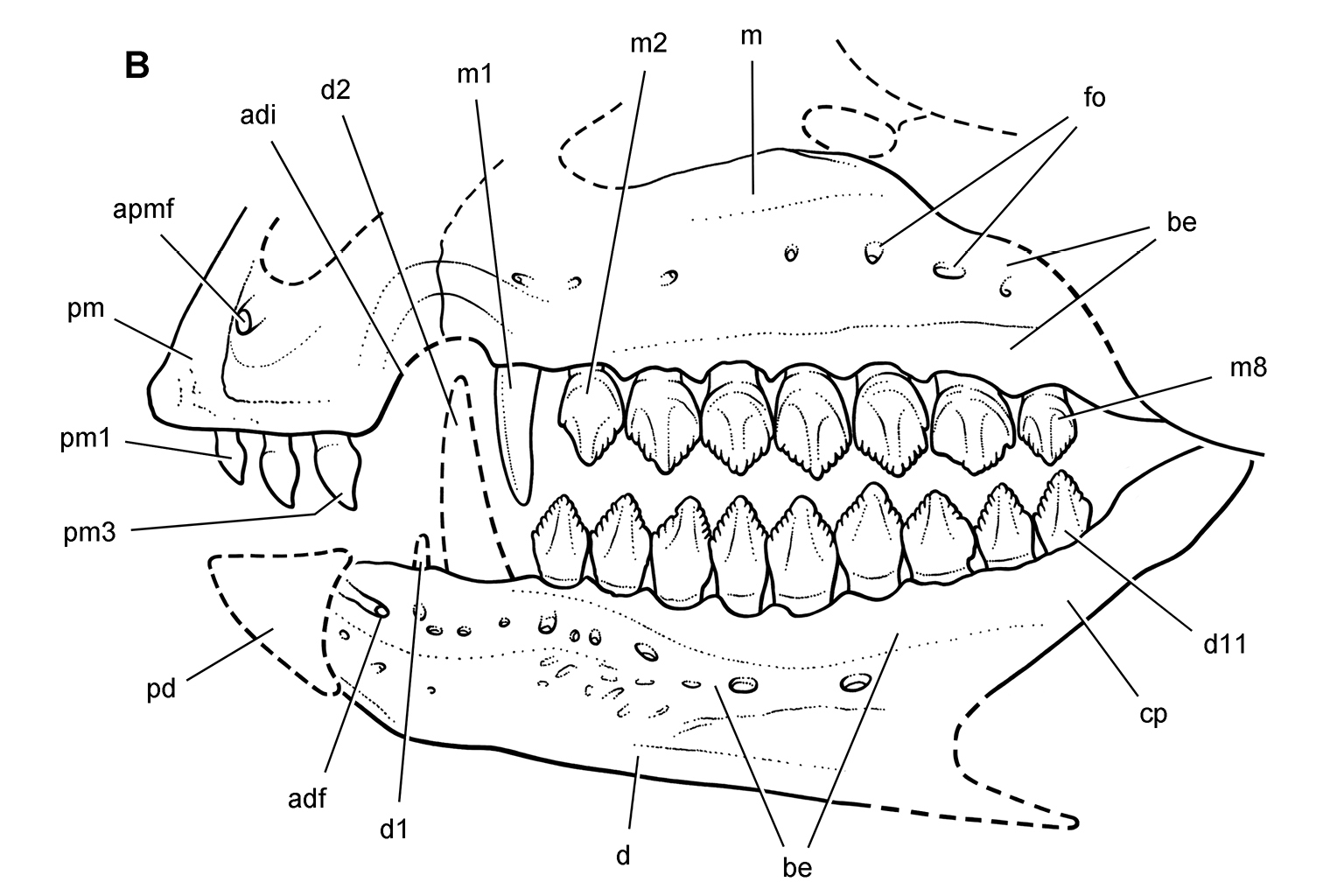
Reconstrução do crânio conhecido do Echinodon de Sereno (2012).

Três maxilas estão preservadas entre o material de Echinodon, preservando quase todo o osso, incluindo a maioria das regiões de contato com outros ossos cranianos. As maxilas são ligeiramente achatadas, o que minimiza a força da emarginação bucal, uma característica diagnóstica dos ornitísquios em que a fileira de dentes maxilares e o osso diretamente acima dela são inseridos a partir da borda externa do osso. A presença de um diastema arqueado no Echinodon é um tópico de discordância. Enquanto Galton e o paleontólogo americano Paul Sereno interpretam um diastema como presente, como no Heterodontosaurus, os paleontólogos britânicos  David B. Norman e Paul Barrett [en] concluíram em 2002 que, com base nas imagens de Owen antes dos danos posteriores ao fóssil NHMUK 48209, não havia diastema. Sereno reiterou em 2012 que um diastema estava presente e era arqueado com base na maxila NHMUK 48211. Nove dentes estão presentes na maxila do Echinodon, sendo o primeiro um canino ampliado e delgado semelhante aos vistos na pré-maxila do Lycorhinus e do Heterodontosaurus. Owen também apresentou um dente parcial na frente do caniniforme, mas ele foi perdido devido a danos no material. Enquanto Norman e Barrett usaram esse fato como evidência de um segundo caniniforme menor do que o de trás, Galton, em 1978, e Sereno, em 2012, identificaram apenas um canino presente. O primeiro dente pós-caniniforme do Echinodon é o maior, embora seja apenas um pouco mais alto do que os seguintes, que são todos do mesmo tamanho. Há uma proeminência redonda ao longo do meio das coroas dos dentes, mas não há cristas proeminentes presentes na coroa. Oito a dez dentículos estão presentes em cada lado das coroas dos dentes.
Pouco do lacrimal, jugal e palatino estão preservados, embora a margem da órbita possa ser identificada no fragmento do lacrimal. O osso ectopterigóide do palato está parcialmente completo e preservado em articulação com a maxila do NHMUK 48210. A falta de preservação limita os detalhes anatômicos que podem ser identificados, além da semelhança com o osso conhecido em outros ornitísquios.

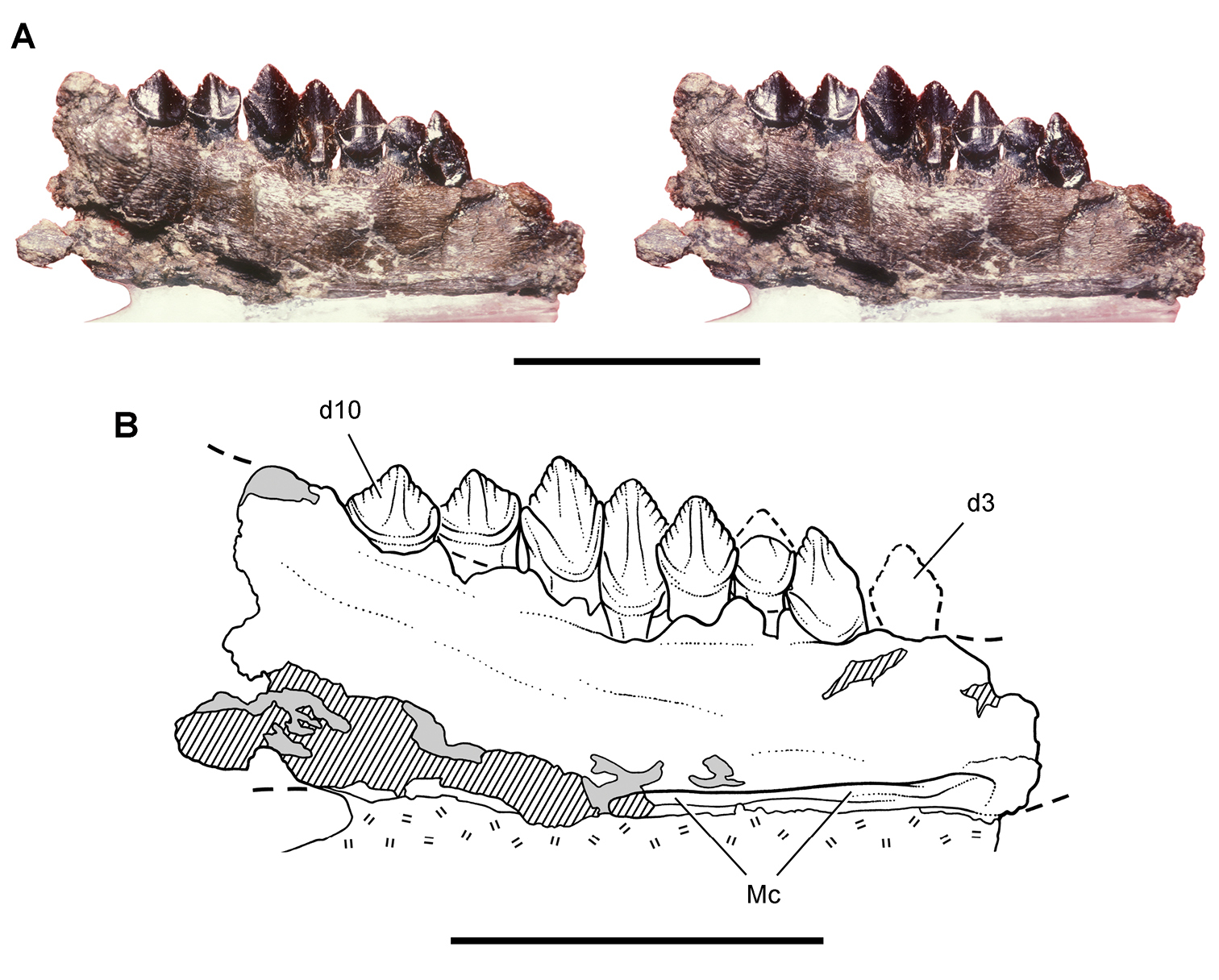
Dentário esquerdo do Echinodon NHMUK 48213 em vista medial mostrando a anatomia das coroas dos dentes.

O osso predentário não está preservado no Echinodon, mas sua presença pode ser confirmada pela morfologia da extremidade anterior dos dentários conhecidos. Como em outros membros do clado Heterodontosauridae, o predentário era apenas frouxamente articulado com o dentário em vida, sem processos laterais e ventrais. O dentário era profundo para um ornitísquio basal, sua altura no meio do comprimento era de 30% do comprimento total. O osso se afunila anteriormente ao longo de seu comprimento, embora as margens sejam subparalelas abaixo do meio da fileira de dentes. Uma fileira de forames está presente ao longo da margem da emarginação vestibular, como na maxila. O processo coronoide é proeminente, ao contrário de outros ornitísquios basais, embora o contato entre os dentários seja em forma de V, como nos ornitísquios basais. Havia 11 dentes no dentário, sendo que os dois primeiros eram especializados em comparação com a maioria dos ornitísquios. Embora os dentes anteriores especializados não tenham sido discutidos por Galton em 1978, e tenham sido considerados ausentes por Norman e Barrett em 2002, Sereno descreveu os dois primeiros alvéolos do Echinodon como diferentes em tamanho dos dentes seguintes em 2012. O primeiro alvéolo era extremamente reduzido, indicando um primeiro dentário pequeno, semelhante a uma estaca, como no Lycorhinus, e o segundo era significativamente aumentado, indicando um caniniforme maior do que o da maxila. Os dentários regulares eram ligeiramente mais altos do que os da maxila e apresentavam dentículos ao longo da metade superior da coroa, em vez dos 25% superiores. Como na maxila, as coroas têm uma protuberância medial, oito a dez dentículos em cada lado da ponta e esmalte simétrico.

## Classificação
Owen classificou originalmente o Echinodon como um lagarto herbívoro, e revisou sua colocação para um dinossauro dentro de Dinosauria. O Echinodon foi considerado um dinossauro intermediário, potencialmente ornitísquio, até ser referido por Franz Nopcsa von Felső-Szilvás ao clado Thyreophora dentro de Stegosauria em 1928, com base em um processo coronoide alto e dentes afilados, ambos considerados comuns em ornitísquios. Uma armadura dérmica isolada encontrada nos leitos de Purbeck foi atribuída ao Echinodon com base em uma classificação de estegossauros por Justin Delair em 1959, embora tenham sido reatribuídas às tartarugas da família Helochelydridae [en] desde então.

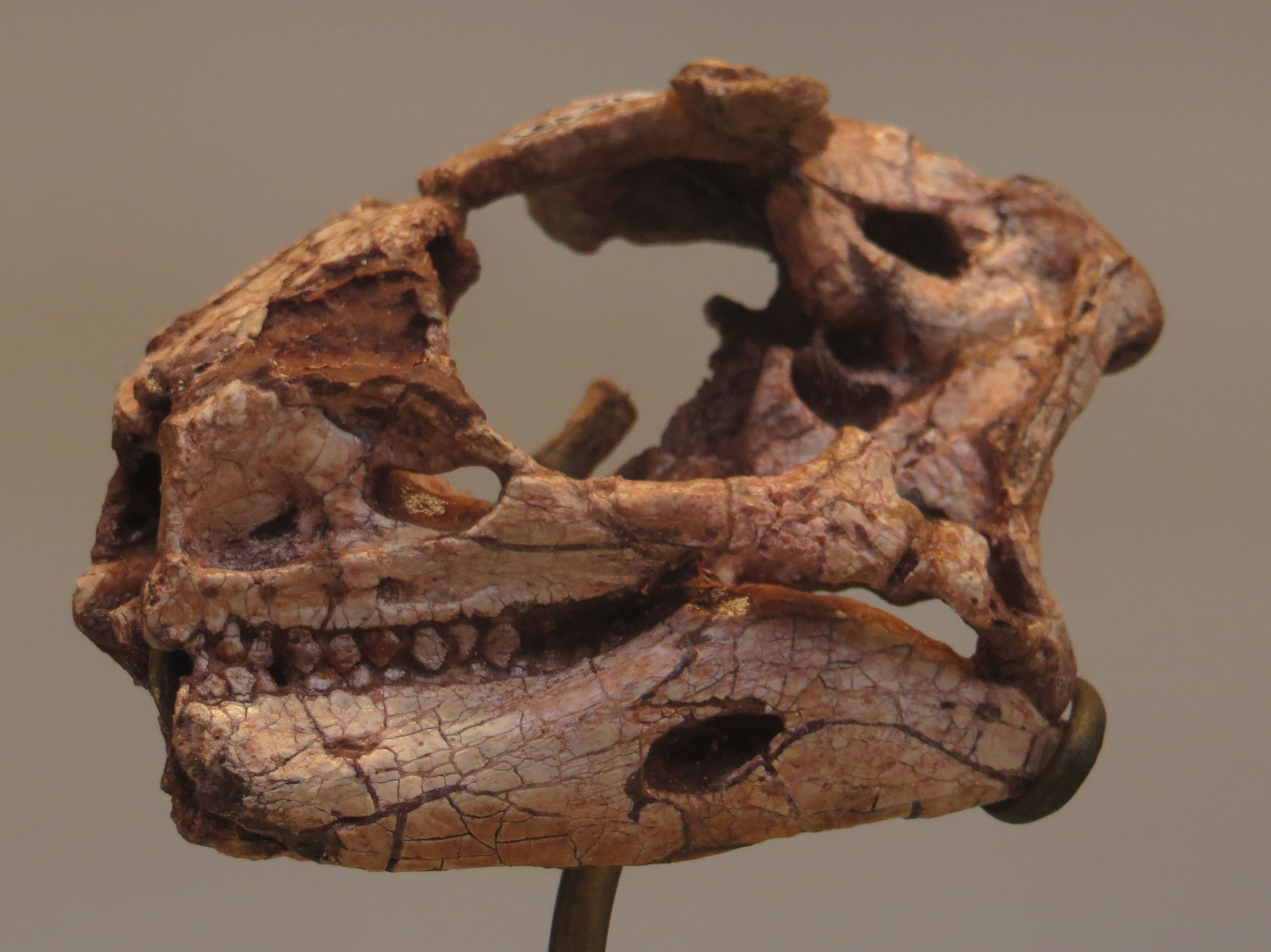
Crânio parcial do Lesothosaurus, um parente proposto de Echinodon dentro de Fabrosauridae.

As classificações de muitos ornitísquios basais foram revisadas por Richard A. Thulborn [en] em 1971, onde ele colocou o Echinodon dentro da família Hypsilophodontidae: derivado de formas triássicas sem caninos (denominadas “fabrossauros”), próximo aos gêneros jurássicos Laosaurus e Nanosaurus, e mais primitivo do que os gêneros cretáceos Hypsilophodon, Parksosaurus e Thescelosaurus. Galton publicou uma refutação no ano seguinte, discordando do uso de Hypsilophodontidae por Thulborn. Como os dentes na pré-maxila, uma das características diagnósticas de Thulborn para a família, eram uma característica primitiva, Galton argumentou que eles não deveriam ser usados para classificar os ornitópodes. Em vez disso, o Fabrosaurus e o Echinodon foram unidos na nova ordem Ornithischia, com base nos dentes posicionados lateralmente, e removidos de Hypsilophodontidae. Galton deu continuidade a essa classificação com a nomeação do gênero Lesothosaurus em 1978 e, juntamente com sua descrição, revisou a anatomia de vários gêneros ornitópodes basais, incluindo o Echinodon, o Nanosaurus e o Fabrosaurus. Todos os gêneros, com exceção do Echinodon, foram definitivamente referidos por ele como Fabrosauridae, embora a colocação do Echinodon fosse questionável, pois também apresentava semelhanças com o clado Heterodontosauridae, conhecido por também possuir dentes caninos aumentados. No entanto, Galton considerou mais provável uma identidade de Fabrosaurus, pois os dentes do táxon não possuem facetas planas de desgaste.
Sereno foi o primeiro a reclassificar o Echinodon como um membro da família Heterodontosauridae. Em 1991, ele revisou a anatomia craniana do Lesothosaurus e o comparou a um grande número de outros ornitísquios basais. Os dentes do Echinodon, de fato, foram interpretados como tendo facetas de desgaste planas em seus dentes, bem como dentes inseridos a partir da borda da maxila, como nos ornitísquios mais derivados do Lesothosaurus. Como isso foi sugerido para unir o gênero aos “fabrossauros”, Sereno considerou o Echinodon como um membro do clado Heterodontosauridae com base na presença de caninos e lacunas arqueadas na frente da fileira de dentes. O Heterodontosaurus, o Abrictosaurus e uma forma não descrita da Formação Kayenta [en] também foram incluídos na família. Norman e Barrett redescreveram o Echinodon em 2002 e apoiaram a classificação no clado Heterodontosauridae, mas, em vez disso, o encaminharam para o clado com base na falta de foramina nos ossos dentários e no fato de possuir dentículos restritos ao terço superior da coroa.
Embora a colocação do Echinodon como membro do clado Heterodontosauridae tenha sido apoiada em análises posteriores, incluindo algumas das primeiras análises filogenéticas de ornitísquios, a colocação da família em si mudou ao longo do tempo. A família, excluindo Echinodon, como no estudo de Thulborn de 1971, ou incluindo o gênero, como no trabalho de Galton e Sereno, foi originalmente considerada um grupo de ornitópodes basais mais derivados do que os anquilossauros e estegossauros. Pesquisas posteriores, incluindo a extensa análise filogenética do paleontólogo britânico Richard J. Butler e colegas em 2008, apoiaram os heterodontossaurídeos como os ornitísquios mais basais. Uma análise revisada por Butler et al. em 2011 também definiu um posicionamento basal para os heterodontossaurídeos e resolveu as relações internas da família, com o Echinodon sendo um gênero basal na família, juntamente com o Abrictosaurus. Após uma análise adicional feita pelo paleontólogo sul-americano Diego Pol e colegas em 2011, o Echinodon foi classificado como um ornitísquio basal, mas não dentro da família Heterodontosauridae. Os estudiosos consideraram que a colocação fora da família Heterodontosauridae não se deveu ao fato de não estar dentro da família, mas sim à natureza incompleta de seus restos mortais.
O cladograma abaixo segue a análise de Sereno em 2012, incluindo os heterodontossaurídeos com nomes válidos descritos na época. O clado que inclui o Echinodon do Jurássico Superior e do Cretáceo Inferior, o Fruitadens e o Tianyulong foi pouco apoiado com base em poucas características dentárias.

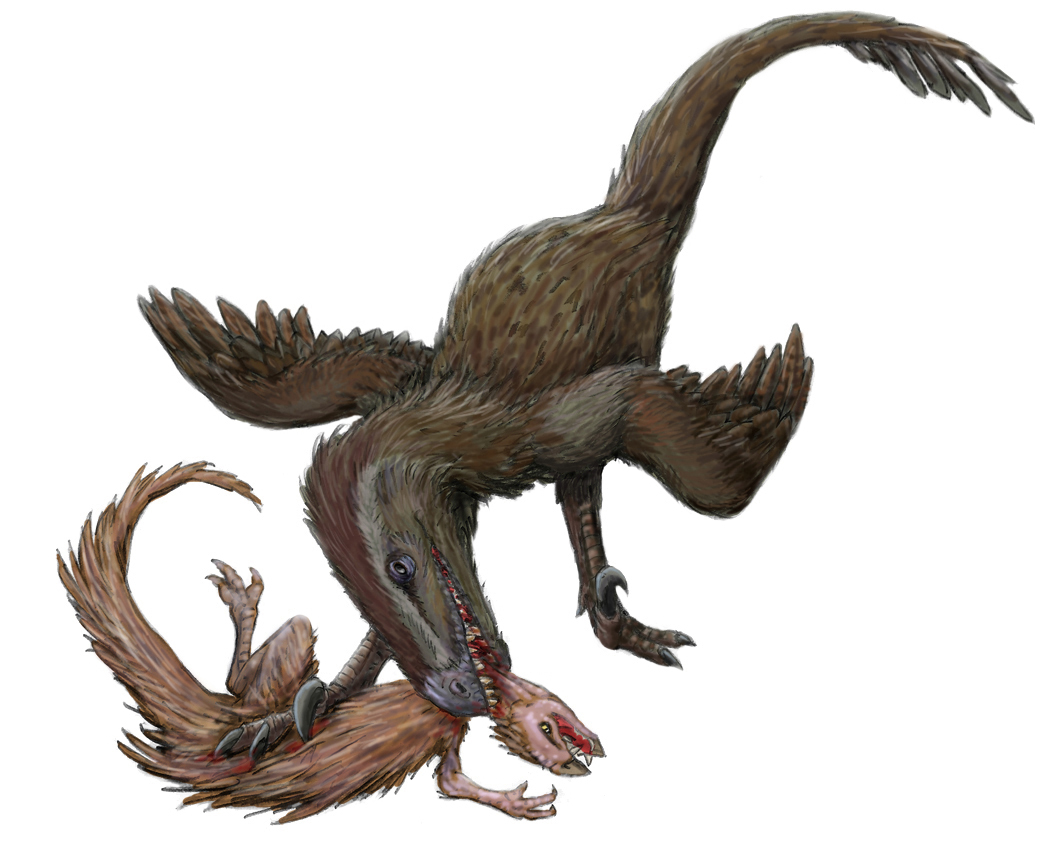
Echinodon sendo atacado por um Nuthetes, hipoteticamente restaurado como um dromaeossaurídeo.

|  | Echinodon  |
|  |            |
|  | Fruitadens |
|  |            |
|  | Tianyulong |
|  |            |

|  | Pegomastax |
|  |            |
|  | Manidens   |
|  |            |

|  | Abrictosaurus     |
|  |                   |
|  | Heterodontosaurus |
|  |                   |

|  | Pegomastax |
|  |            |
|  | Manidens   |
|  |            |

|  | Abrictosaurus     |
|  |                   |
|  | Heterodontosaurus |
|  |                   |

|  | Pegomastax |
|  |            |
|  | Manidens   |
|  |            |

|  | Abrictosaurus     |
|  |                   |
|  | Heterodontosaurus |
|  |                   |

|  | Pegomastax |
|  |            |
|  | Manidens   |
|  |            |

|  | Abrictosaurus     |
|  |                   |
|  | Heterodontosaurus |
|  |                   |

|  | Echinodon  |
|  |            |
|  | Fruitadens |
|  |            |
|  | Tianyulong |
|  |            |

|  | Pegomastax |
|  |            |
|  | Manidens   |
|  |            |

|  | Abrictosaurus     |
|  |                   |
|  | Heterodontosaurus |
|  |                   |

|  | Pegomastax |
|  |            |
|  | Manidens   |
|  |            |

|  | Abrictosaurus     |
|  |                   |
|  | Heterodontosaurus |
|  |                   |

|  | Pegomastax |
|  |            |
|  | Manidens   |
|  |            |

|  | Abrictosaurus     |
|  |                   |
|  | Heterodontosaurus |
|  |                   |

|  | Pegomastax |
|  |            |
|  | Manidens   |
|  |            |

|  | Abrictosaurus     |
|  |                   |
|  | Heterodontosaurus |
|  |                   |

De acordo com a resolução da análise de 2012 conduzida por Sereno, o Echinodon e os outros heterodontossaurídeos de Lauras foram excluídos do clado dos heterodontossaurídeos de Gondwanan. O Echinodon, o Fruitadens, o Tianyulong e o heterodontossaurídeo Kayenta não descrito apresentam dentes com coroas baixas, diferentemente das formas de Gondwanan, bem como um cíngulo lobular e um sulco anterior proeminente que leva a um forame na superfície lateral do dentário. Todos os heterodontossaurídeos, exceto o Kayenta, também são significativamente mais jovens do que os heterodontossaurídeos restantes, e a presença dos três unidos em um clado, excluindo outros táxons, implicou uma linhagem desconhecida de heterodontossaurídeos que dura 50 milhões de anos até o Jurássico. Os dados que faltam para essa  linhagem fantasma podem ser devidos ao tamanho excepcionalmente pequeno do grupo.
Seguindo os resultados anteriores do paleontólogo chinês Xu Xing e colegas em 2006, onde a ordem Ornithischia foi criada para unir heterodontossauros, ceratopsianos e paquicefalossauros, o paleontólogo francês Paul-Emile Dieudonné e colegas propuseram que o Echinodon e outros heterodontossauros eram formas primitivas de paquicefalossauros. Seus resultados colocaram o Echinodon como o grupo irmão dos táxons tipicamente classificados como Pachycephalosauria, seguido pelo Tianyulong, enquanto todos os outros heterodontossauros estudados formaram um grupo nas origens do clado. Essa hipótese reduziria a linhagem fantasma dos paquicefalossauros e recuaria as origens dos membros do clado Neornithischia para o início do Jurássico.

## Paleobiologia
A anatomia do Echinodon e de outros heterodontossaurídeos é pouco conhecida; a maioria dos aspectos paleobiológicos baseia-se no gênero quase completo Heterodontosaurus. As facetas de desgaste nas coroas do Heterodontosaurus indicam oclusão na parte superior do dente, ao contrário do movimento implícito da mandíbula em outras formas, como o Echinodon, em que as facetas de desgaste estão apenas nas laterais das coroas. Apesar do movimento único da mandíbula do Heterodontosaurus em comparação com os heterodontossaurídeos mais primitivos, a função dos caninos aumentados provavelmente era a mesma em todo o clado. Com base na presença de desgaste ao longo das pontas da coroa do pré-maxilar e no movimento do caniniforme dentário em relação aos outros dentes quando a mandíbula se fechava, de acordo com Sereno em 2012, a função principal da fileira de dentes pré-maxilares seria o corte da vegetação. Isso contrasta com as hipóteses anteriores de Butler et al. em 2008, de que os caninos aumentados do clado eram para uma dieta onívora. A hipótese de onivoria também foi apoiada por Norman e colegas em 2011, sob a interpretação de que os caninos e os dentes pré-maxilares não apresentavam desgaste devido ao corte da vegetação. As regiões edêntulas da pré-maxila e do predentário provavelmente eram a base para bicos queratinosos, como em outros ornitísquios.

### Ecologia

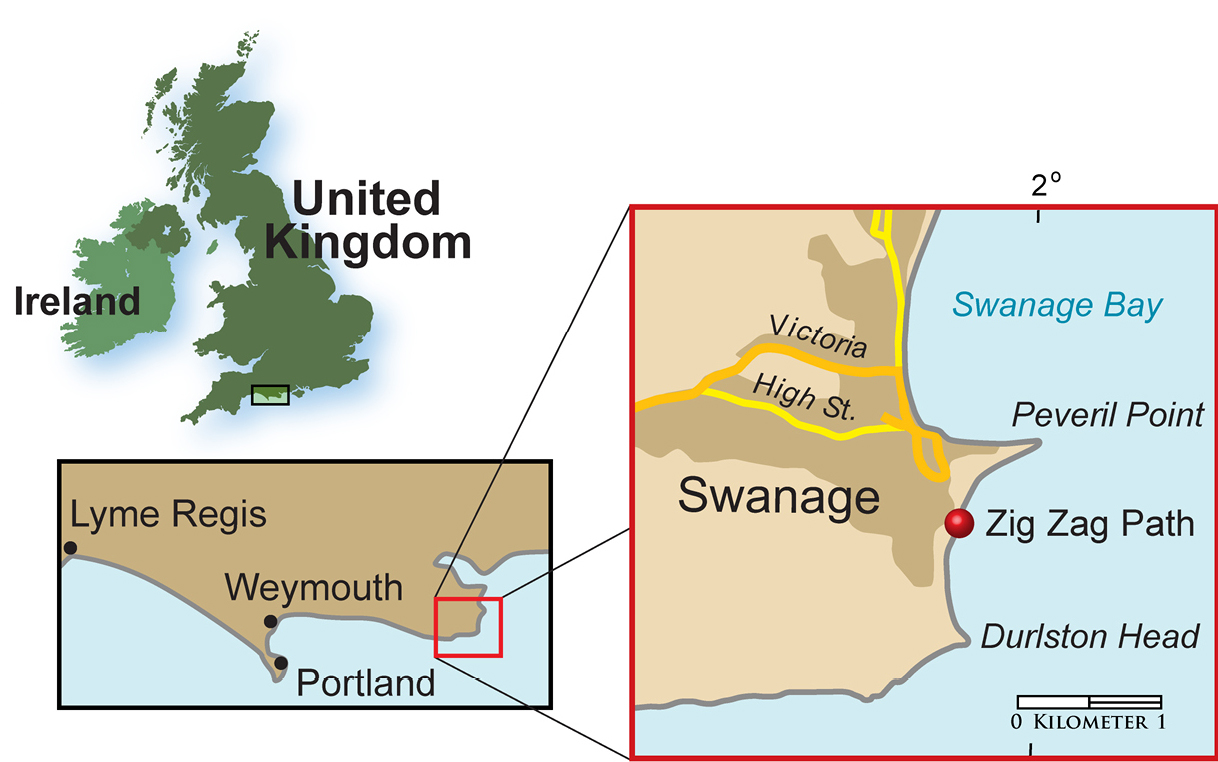
Localidade (ponto vermelho) para Echinodon na costa sul da Inglaterra.

O Grupo Purbeck é uma sequência distinta de evaporitos, arenitos finos e calcários gelatinosos intercalados com margas e folhelhos. A sedimentologia mostra que eles foram depositados em uma flutuação de ambientes de água doce, salobra, hipersalina e quase marinha. A flora e a fauna são indicativas de ambientes terrestres, lacustres, salinos e lagunares variáveis. O clima do início do Grupo Purbeck era provavelmente semelhante ao do Mar Mediterrâneo moderno e se tornou mais úmido no final do Berriasiano. Embora o Grupo Purbeck tenha sido originalmente conhecido como leitos de Purbeck, agora ele pode ser dividido na Formação Durlston [en] superior e na Formação Lulworth [en] inferior. Os “Upper Purbeck Beds” e a maior parte dos “Middle Purbeck Beds” estão contidos na Formação Durlston, cujo depósito mais antigo é o Cinder Beds do Stair Hole Member. Os Cinder Beds foram, por vezes, considerados o limite Jurássico-Cretáceo, o que resultaria em toda a Formação Lulworth com idade Jurássica mais recente, Titoniana. No entanto, apesar das incertezas sobre a idade dos leitos devido à falta de correlação por meio de fauna ou datação, é geralmente aceito que o Grupo Purbeck é inteiramente do Cretáceo mais antigo, com a Formação Lulworth sendo do início do Berriasiano. O Grupo Purbeck é visivelmente subjacente ao Grupo Portland [en] do Jurássico Tardio na Baía de Durlston e tem um limite de transição, mas localmente obscurecido, com o Grupo Wealden [en] sobreposto em Peveril Point [en].

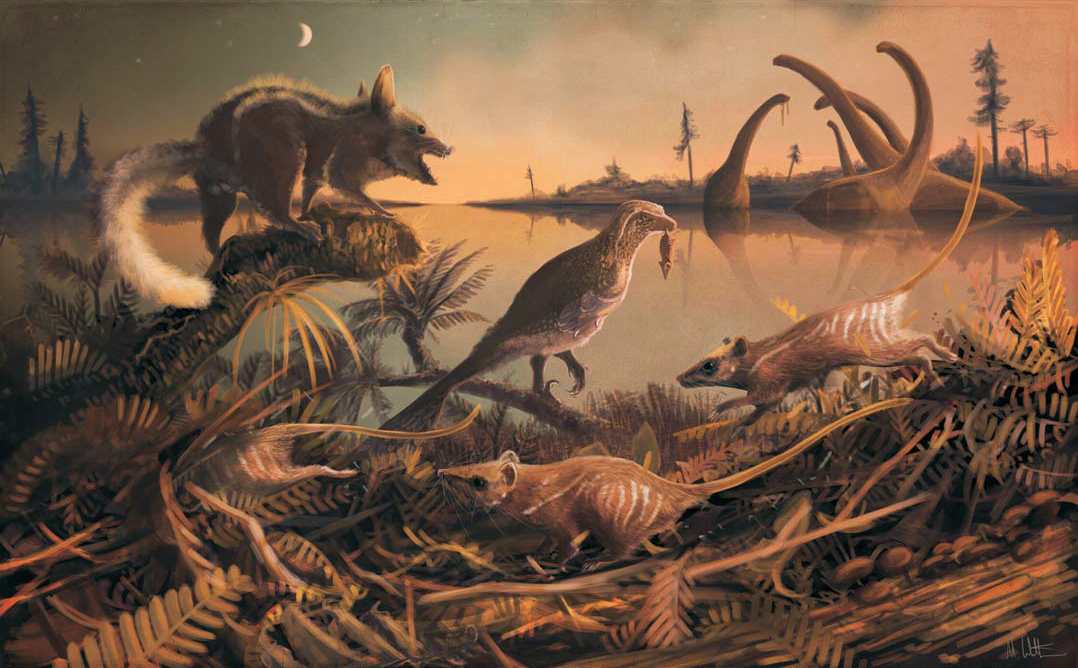
Ambiente dos leitos de Purbeck, incluindo os mamíferos en (esquerda), en (centro e direita) e o terópode Nuthetes.

Há muita incerteza quanto à localização dos espécimes coletados da Formação Lulworth; a única maneira definitiva de testar seria analisar a matriz de cada espécime para determinar sua salinidade. O Grupo Purbeck tem a fauna ornitísca mais diversificada de qualquer depósito em Dorset, e é um dos poucos depósitos do Berriasiano em todo o mundo, mas é limitado quase que inteiramente a material craniano ou dentário e rastros. Owenodon hoggii é o único outro ornitísquio nomeado dos leitos e é conhecido apenas por um dentário originalmente descrito como uma espécie de Iguanodon. Também são conhecidos um fêmur e um dorsal de um membro intermediário do clado Ankylopollexia, além de ornitópodes e anquilossauros intermediários conhecidos tanto por fósseis do corpo quanto por pegadas. Além dos ornitísquios, a Formação Lulworth também contém o terópode Nuthetes, anfíbios, tartarugas, lagartos, cobras, mamíferos e crocodilianos, além de variedades de invertebrados. Os anfíbios da Formação Lulworth incluem as caudados Apricosiren [en] e um membro intermediário da família Batrachosauroididae [en], o albanerpetonídeo Celtedens [en] e o sapo Sunnybatrachus [en]. Quatro táxons de tartarugas são conhecidos, os criptodirídeos Dorsetochelys [en], Helochelydra [en], Hylaeochelys [en] e Pleurosternon [en]. O Purbeck é um dos depósitos do Cretáceo Inferior mais diversificados do mundo para lepidossauros. Os gêneros Becklesius [en], Dorsetisaurus [en], Durotrigia [en], Paramacellodus [en], Pseudosaurillus [en], Parasaurillus [en], Purbicella [en], Saurillus, Parviraptor [en] e três morfologias de dentes sem nome representam os escamados conhecidos, e também foram encontrados fósseis referentes aos membros da ordem Sphenodontida, Homoeosaurus [en] e Opisthias [en].
O conjunto diversificado de mamíferos inclui os pequenos eutherianos Durlstodon [en] e Durlstotherium [en]; os peramuranos [en] não eutherianos Peramus [en], Peramuroides [en], Magnimus [en] e Kouriogenys [en]; os simetrodontes não eutherianos Spalacotherium, Tinodon [en] e Thereuodon [en]; os driolestíideos não eutherianos Achyrodon [en], Amblotherium [en], Dorsetodon [en], Chunnelodon [en] e Phascolestes [en]; os multituberculados não eutherianos Albionbaatar [en], Bolodon [en], Gerhardodon [en], Plagiaulax [en] e Sunnyodon [en]; os eutriconodontes [en] não eutherianos Trioracodon [en] e Triconodon [en], o morganucodontano não mamífero Purbeckodon [en]; e o docodonte não mamífero Peraiocynodon. Os crocodilianos dos depósitos de Lulworth incluem Goniopholis gracilidens, Theriosuchus pusillus [en], Pholidosaurus purbeckensis [en], restos duvidosos anteriormente conhecidos como Goniopholis tenuidens [en], e o táxon duvidoso Macellodus brodiei. Locais específicos dentro da formação também preservam as moscas da família  Rhagionidae, Simulidium e Pseudosimulium, e as moscas da sub-ordem Nematocera, Eoptychoptera, Brodilka e Eucorethrina [en].